# Ribes pinetorum
Ribes pinetorum är en ripsväxtart som beskrevs av Edward Lee Greene. Ribes pinetorum ingår i släktet ripsar, och familjen ripsväxter. Inga underarter finns listade i Catalogue of Life.